# Mesomys occultus
Espèce
Statut de conservation UICN

 LC  : Préoccupation mineure
Mesomys occultus est une espèce de mammifères rongeurs de la famille des Echimyidae qui regroupe certains rats épineux. C'est un animal terrestre arboricole endémique du Brésil où on le rencontre dans l'Amazonas. Mal connu, il fréquente les arbres des forêts non inondables. 
Cette espèce a été décrite pour la première fois en 2000 par James L. Patton, Maria N. F. da Silva & Jay R. Malcolm.